# Olympische Sommerspiele 2012/Teilnehmer (Singapur)
| Gelbes Symbol für Goldmedaillen mit stilisierten Olympischen Ringen | Graues Symbol für Silbermedaillen mit stilisierten Olympischen Ringen | Braundes Symbol für Bronzemedaillen mit stilisierten Olympischen Ringen |
| ------------------------------------------------------------------- | --------------------------------------------------------------------- | ----------------------------------------------------------------------- |
| —                                                                   | —                                                                     | 2                                                                       |

Singapur nahm in London an den Olympischen Spielen 2012 teil. Es war die insgesamt 17. Teilnahme an Olympischen Sommerspielen. Das Singapore National Olympic Council nominierte 23 Athleten in neun Sportarten.
Flaggenträgerin bei der Eröffnungsfeier war die Tischtennisspielerin Feng Tianwei.

## Teilnehmer nach Sportart

### Badminton
| Frauen                    |        |                                                                  |                                                                        |               |   |                  |                    |               |               |               |               |   |
| Gu Juan                   | Einzel | M. Fašungová V. Na                                               | 2:0 (21:5, 21:11) 2:0 (21:10, 21:7)                                    | 4:0 (84:33)   | 1 | Cheng Shao-Chieh | 2:0 (18:21, 10:21) | ausgeschieden | ausgeschieden | ausgeschieden | ausgeschieden | 5 |
| Shinta Mulia Sari Yao Lei | Doppel | Chien Y. C. Cheng W. H. M. Fujii R. Kakiiwa J. Gutta A. Ponnappa | 1:2 (21:18, 15:21, 15:21) 1:2 (21:16, 10:21, 19:21) 0:2 (16:21, 15:21) | 2:6 (132:160) | 4 | ausgeschieden    | ausgeschieden      | ausgeschieden | ausgeschieden | ausgeschieden | ausgeschieden |   |
| Männer                    |        |                                                                  |                                                                        |               |   |                  |                    |               |               |               |               |   |
| Derek Wong Zi Liang       | Einzel | M. Zilberman J. Jørgensen                                        | 2:0 (21:9, 21:15)0:2 (17:21, 14:21)                                    | 2:2 (73:66)   | 2 | ausgeschieden    | ausgeschieden      | ausgeschieden | ausgeschieden | ausgeschieden | ausgeschieden |   |

### Gewichtheben
| Athleten            | Wettbewerb       | Reißen  | Reißen | Stoßen  | Stoßen | Zweikampf | Zweikampf | Rang |
| Athleten            | Wettbewerb       | Gewicht | Rang   | Gewicht | Rang   | Gewicht   | Rang      | Rang |
| ------------------- | ---------------- | ------- | ------ | ------- | ------ | --------- | --------- | ---- |
| Frauen              |                  |         |        |         |        |           |           |      |
| Helena Wong Kar Mun | Klasse bis 53 kg | 61 kg   | 15     | 73 kg   | 15     | 134 kg    | 15        | 15   |

### Kanu
Kanurennsport
| Athleten      | Wettbewerb | Vorlauf      | Vorlauf | Halbfinale    | Halbfinale    | Finale        | Finale        | Rang          |
| Athleten      | Wettbewerb | Zeit         | Rang    | Zeit          | Rang          | Zeit          | Rang          | Rang          |
| ------------- | ---------- | ------------ | ------- | ------------- | ------------- | ------------- | ------------- | ------------- |
| Frauen        |            |              |         |               |               |               |               |               |
| Geraldine Lee | K-1 200 m  | 45,552 s     | 8       | ausgeschieden | ausgeschieden | ausgeschieden | ausgeschieden | ausgeschieden |
| Geraldine Lee | K-1 500 m  | 2:01,037 min | 16      | 2:01,516 min  | 21            | ausgeschieden | ausgeschieden | ausgeschieden |

### Leichtathletik
Laufen und Gehen
| Athleten         | Wettbewerb   | Vorlauf | Vorlauf | Halbfinale    | Halbfinale    | Finale        | Finale        | Rang |
| Athleten         | Wettbewerb   | Zeit    | Rang    | Zeit          | Rang          | Zeit          | Rang          | Rang |
| ---------------- | ------------ | ------- | ------- | ------------- | ------------- | ------------- | ------------- | ---- |
| Frauen           |              |         |         |               |               |               |               |      |
| Dipna Lim Prasad | 100 m Hürden | 14,68 s | 7       | ausgeschieden | ausgeschieden | ausgeschieden | ausgeschieden | 43   |
| Männer           |              |         |         |               |               |               |               |      |
| Gary Yeo Foo Ee  | 100 m        | 10,69 s | 8       | ausgeschieden | ausgeschieden | ausgeschieden | ausgeschieden | 50   |

### Schießen
| Athleten              | Wettbewerb                  | Qualifikation | Qualifikation | Finale        | Finale        | Ringe         | Rang          |
| Athleten              | Wettbewerb                  | Ringe         | Rang          | Ringe         | Rang          | Ringe         | Rang          |
| --------------------- | --------------------------- | ------------- | ------------- | ------------- | ------------- | ------------- | ------------- |
| Frauen                |                             |               |               |               |               |               |               |
| Jasmine Ser Xiang Wei | Gewehr 50 m drei Positionen | 577           | 29            | ausgeschieden | ausgeschieden | ausgeschieden | ausgeschieden |
| Jasmine Ser Xiang Wei | Luftgewehr 10 m             | 394           | 24            | ausgeschieden | ausgeschieden | ausgeschieden | ausgeschieden |

### Schwimmen
| Athleten            | Wettbewerb          | Vorlauf     | Vorlauf | Halbfinale    | Halbfinale    | Finale        | Finale        | Rang          |               |
| Athleten            | Wettbewerb          | Zeit        | Rang    | Zeit          | Rang          | Zeit          | Rang          | Rang          |               |
| ------------------- | ------------------- | ----------- | ------- | ------------- | ------------- | ------------- | ------------- | ------------- | ------------- |
| Frauen              |                     |             |         |               |               |               |               |               |               |
| Lim Shu En Lynette  | 400 m Freistil      | 4:18,64 min | 30      | ausgeschieden | ausgeschieden | ausgeschieden | ausgeschieden | ausgeschieden |               |
| Lim Shu En Lynette  | 800 m Freistil      | 8:52,92 min | 31      | ausgeschieden | ausgeschieden | ausgeschieden | ausgeschieden | ausgeschieden |               |
| Mylene Ong Chui Bin | 100 m Freistil      | 56,33 s     | 29      | ausgeschieden | ausgeschieden | ausgeschieden | ausgeschieden | ausgeschieden | ausgeschieden |
| Tao Li              | 100 m Rücken        | 1:01,60 min | 26      | ausgeschieden | ausgeschieden | ausgeschieden | ausgeschieden | ausgeschieden |               |
| Tao Li              | 100 m Schmetterling | 58,34 s     | 11      | 58,18 s       | 10            | ausgeschieden | ausgeschieden | ausgeschieden |               |
| Männer              |                     |             |         |               |               |               |               |               |               |
| Quah Zheng Wen      | 200 m Rücken        | 2:03,45 min | 35      | ausgeschieden | ausgeschieden | ausgeschieden | ausgeschieden | ausgeschieden | ausgeschieden |
| Quah Zheng Wen      | 400 m Lagen         | 4:26,81 min | 33      | ausgeschieden | ausgeschieden | ausgeschieden | ausgeschieden | ausgeschieden |               |
| Joseph Schooling    | 100 m Schmetterling | 53,63 s     | 35      | ausgeschieden | ausgeschieden | ausgeschieden | ausgeschieden | ausgeschieden |               |
| Joseph Schooling    | 200 m Schmetterling | 1:59,18 min | 26      | ausgeschieden | ausgeschieden | ausgeschieden | ausgeschieden | ausgeschieden |               |

### Segeln
Fleet Race
| Athleten               | Wettbewerb   | Qualifikation | Qualifikation | Medal Race    | Medal Race    | Punkte | Rang |
| Athleten               | Wettbewerb   | Punkte        | Rang          | Punkte        | Rang          | Punkte | Rang |
| ---------------------- | ------------ | ------------- | ------------- | ------------- | ------------- | ------ | ---- |
| Frauen                 |              |               |               |               |               |        |      |
| Elizabeth Yin Yue Ling | Laser radial | 197           | 24            | ausgeschieden | ausgeschieden | 197    | 24   |
| Männer                 |              |               |               |               |               |        |      |
| Colin Cheng Xin Ru     | Laser        | 145           | 15            | ausgeschieden | ausgeschieden | 145    | 15   |

### Tischtennis
| Athleten                           | Wettbewerb | 1. Runde   | 1. Runde | 2. Runde       | 2. Runde | 3. Runde      | 3. Runde      | 4. Runde              | 4. Runde      | Viertelfinale   | Viertelfinale | Halbfinale    | Halbfinale    | Finale          | Finale        | Rang          |
| Athleten                           | Wettbewerb | Gegner     | Ergebnis | Gegner         | Ergebnis | Gegner        | Ergebnis      | Gegner                | Ergebnis      | Gegner          | Ergebnis      | Gegner        | Ergebnis      | Gegner          | Ergebnis      | Rang          |
| ---------------------------------- | ---------- | ---------- | -------- | -------------- | -------- | ------------- | ------------- | --------------------- | ------------- | --------------- | ------------- | ------------- | ------------- | --------------- | ------------- | ------------- |
| Frauen                             |            |            |          |                |          |               |               |                       |               |                 |               |               |               |                 |               |               |
| Feng Tianwei                       | Einzel     | -          | -        | -              | -        | Chen Szu-yu   | 4-1           | Wu Jiaduo             | 4-2           | Kim Kyung-ah    | 4-2           | Ding Ning     | 2-4           | Kasumi Ishikawa | 4-0           | Bronze        |
| Wang Yuegu                         | Einzel     | -          | -        | -              | -        | Xian Yifang   | 4-0           | Wiktoryja Paulowitsch | 4-3           | Kasumi Ishikawa | 1-4           | ausgeschieden | ausgeschieden | ausgeschieden   | ausgeschieden | ausgeschieden |
| Feng Tianwei Li Jia Wei Wang Yuegu | Mannschaft | Polen      | 3-1      | -              | -        | -             | -             | -                     | -             | Nordkorea       | 3-0           | Japan         | 0-3           | Südkorea        | 3-0           | Bronze        |
| Männer                             |            |            |          |                |          |               |               |                       |               |                 |               |               |               |                 |               |               |
| Gao Ning                           | Einzel     | -          | -        | -              | -        | Bojan Tokič   | 4-0           | Wang Hao              | 1-4           | ausgeschieden   | ausgeschieden | ausgeschieden | ausgeschieden | ausgeschieden   | ausgeschieden | ausgeschieden |
| Yang Zi                            | Einzel     | -          | -        | Paul Drinkhall | 1-4      | ausgeschieden | ausgeschieden | ausgeschieden         | ausgeschieden | ausgeschieden   | ausgeschieden | ausgeschieden | ausgeschieden | ausgeschieden   | ausgeschieden | ausgeschieden |
| Gao Ning Yang Zi Zhan Jian         | Mannschaft | Australien | 3-0      | -              | -        | -             | -             | -                     | -             | China           | 0-3           | ausgeschieden | ausgeschieden | ausgeschieden   | ausgeschieden | ausgeschieden |

### Turnen

#### Gerätturnen
| Athleten     | Wettbewerb       | Qualifikation | Qualifikation | Finale        | Finale        | Rang          |
| Athleten     | Wettbewerb       | Punkte        | Rang          | Punkte        | Rang          | Rang          |
| ------------ | ---------------- | ------------- | ------------- | ------------- | ------------- | ------------- |
| Frauen       |                  |               |               |               |               |               |
| Lim Heem Wei | Mehrkampf Einzel | 50,799        | 45            | ausgeschieden | ausgeschieden | ausgeschieden |